# Nikolai Baden Frederiksen
Nikolai 'Futte' Baden Frederiksen (født 18. maj 2000) er en dansk fodboldspiller, der spiller for Lyngby Boldklub, hvortil han kom fra Hollandske Vitesse i januar 2024.

## Ungdomskarriere
Frederiksen startede sin karriere i Næsby Boldklub, inden han skiftede til FC Nordsjælland i sommeren 2015. I en alder af 15 år var han til prøvetræning i Liverpool F.C.. Han spillede her en venskabskamp for klubbens U/16-hold mod Wigan Athletic, som de vandt 2-1.

## Klubkarriere

### FC Nordsjælland
Han skrev i juni 2017 under på en treårig seniorkontrakt med FC Nordsjælland og blev efter sommerferien en del af klubbens førsteholdstrup. Han var ligeledes med på klubbens træningslejr i sommeren 2017 i Holland.
Frederiksen var første gang en del af truppen den 30. juli 2017, hvor han var på bænken under hele kampen mod AaB. Han fik sin debut i Superligaen for FC Nordsjælland den 14. oktober 2017, hvor han blev skiftet ind i det 84. minut i stedet for Viktor Tranberg. To minutter senere scorede han det afgørende mål til 3-2 i en 3-2-sejr over Randers FC i en alder af 17 år.

### Juventus
I august 2018 blev Frederiksen købt af den italienske storklub Juventus F.C., der i første omgang ville bruge ham på U/23-holdet. Han skrev under på en fireårig kontrakt.

### Lyngby Boldklub
I januar 2024 blev Nikolai Baden købt af Superligaklubben Lyngby Boldklub.

## Landsholdskarriere
Baden Frederiksen fik sin debut i landsholdsregi den 6. oktober 2015 ved en venskabskamp mod Ungarn på Skive Stadion, som Danmark vandt 2-0. Han startede inde og spillede de første 71 minutter, inden han blev erstattet af Oliver Andersen. To senere blev han skiftet ind efter 58 minutter i stedet for Rasmus Beyer Pasternak, som Danmark tabte 1-3 til Ungarn. Han scorede sit første mål for Danmark efter 20 sekunder i en firenationersturnering i Holland den 9. marts 2016 mod Frankrig U/16, som Danmark endte med at vinde 3-2. Videre i firenationersturneringen spillede han henholdsvis 49 minutter mod Holland U/16 (dansk 3-2-sejr) den 11. marts 2016 og 69 minutter mod Italien U/16 (dansk 0-2-nederlag) den 13. marts 2016. Det blev til i alt syv kampe og et mål for det danske U/16-landshold.